# ستيفو بنداروفسكي
ستيفو بنداروفسكي (بالمقدونية: Стево Пендаровски)‏ (وُلد في 3 أبريل 1963) هو سياسي وأكاديمي مقدوني. وهو الرئيس المنتخب لشمال مقدونيا بعد فوزه في الانتخابات الرئاسية المقدونية لعام 2019.

## السيرة الشخصية

### التعليم والعمل الأكاديمي
تخرج ستيفو بنداروفسكي بدرجة ليسانس الحقوق من جامعة إس إس سيريل وميثوديوس في سكوبي ‏ عام 1987. ولاحقاأعقبها بدرجتي الماجستير والدكتوراه في العلوم السياسية من الجامعة نفسها.
يشغل منذ عام 2008 منصب أستاذ مساعد في الأمن الدولي والسياسة الخارجية والعولمة في الكلية الأمريكية بالجامعة سكوبي ‏.

### الحياة السياسية
بدأ ستيفو بنداروفسكي مسيرته الحكومية كمساعد وزير للعلاقات العامة في وزارة الشؤون الداخلية ورئيس لقسم التحليل والبحوث بالوزارة من 1998-2001. شغل منصب مستشار الأمن القومي وكبير مستشاري السياسة الخارجية للرئيس بوريس ترايكوفسكي من عام 2001 وحتى وفاة تراجكوفسكي في عام 2004. بعد أن ترأس لجنة الانتخابات في الفترة 2004-2005، عمل مرة أخرى كرئيس للأمن القومي وكبير مستشاري السياسة الخارجية للرئيس القادم، برانكو كرفينكوفسكي، من 2005 إلى 2009.
في 4 مارس 2014، تم انتخابه من قِبل الاتحاد الديمقراطي الاجتماعي الرئيسي في مقدونيا كمرشح للانتخابات الرئاسية في أبريل 2014.
أصبح أيضًا مرشحًا رئاسيًا للاتحاد الاشتراكي الديمقراطي لمقدونيا والاتحاد الديمقراطي للتكامل ‏ من أجل انتخابات 2019.

## روابط خارجية
- ستيفو بنداروفسكي على موقع IMDb (الإنجليزية)
- ستيفو بنداروفسكي على موقع مونزينجر (الألمانية)